# Nixon Township (comté de DeWitt, Illinois)
Nixon Township est un township du comté de DeWitt dans l'Illinois, aux États-Unis. Le township est baptisé en référence au président Richard Nixon.

## Source de la traduction
- (en) Cet article est partiellement ou en totalité issu de l’article de Wikipédia en anglais intitulé « Nixon Township, DeWitt County, Illinois » (voir la liste des auteurs).